# Willis Island

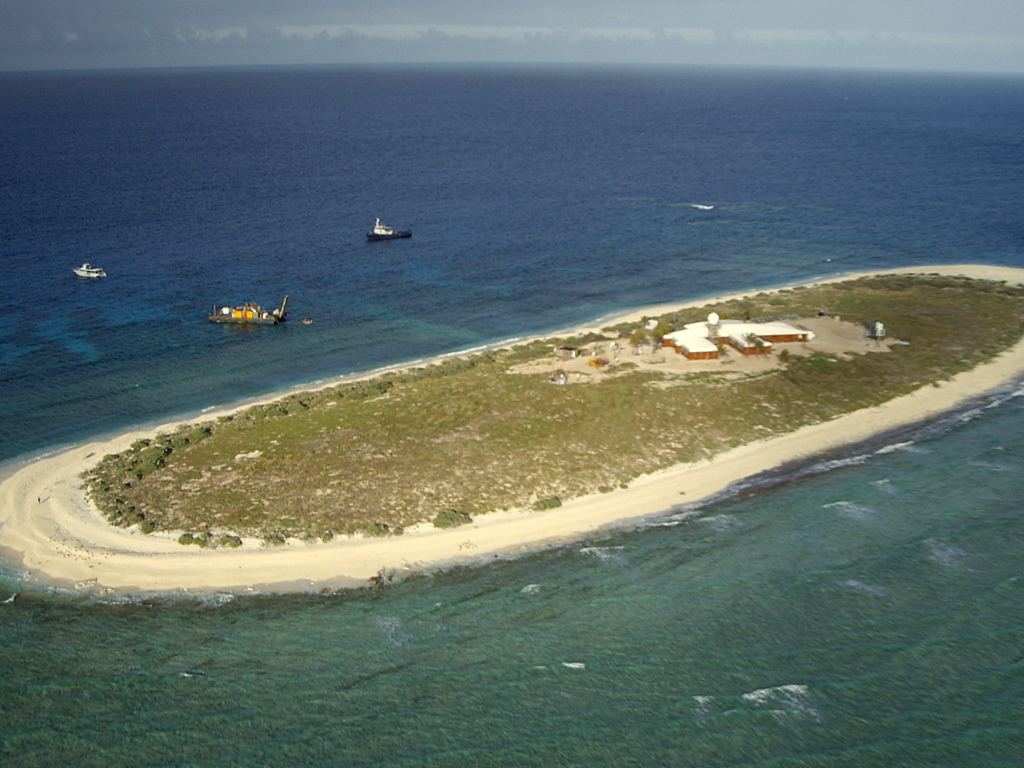
Flygbild

Willis Island är en ö i det externa territoriet Korallhavsöarna som hör till Australien.  
Ön ligger bortom det Stora Barriärrevet i Korallhavet, ungefär 45 mil öster om Cairns i Queensland. Det är den sydligaste av en grupp om tre öar som tillsammans med sina sandsträngar sträcker sig 12 km från nord nordost till syd sydväst. Willis Island själv är 500 meter lång och 150 meter bred och sträcker sig från nordväst till sydost. Den har en yta av 7.7 hektar och dess högsta punkt är 9 meter över havet. Detta är den enda bebodda ön i Korallhavöarna. 